# إبثورب
إبثورب (بالإنجليزية: Ibthorpe) هي قرية في هامبشاير، بإنجلترا، تقع إبثورب في الأبرشية المدنية التابعة لهورستبورن تارانت.

## معرض الصور

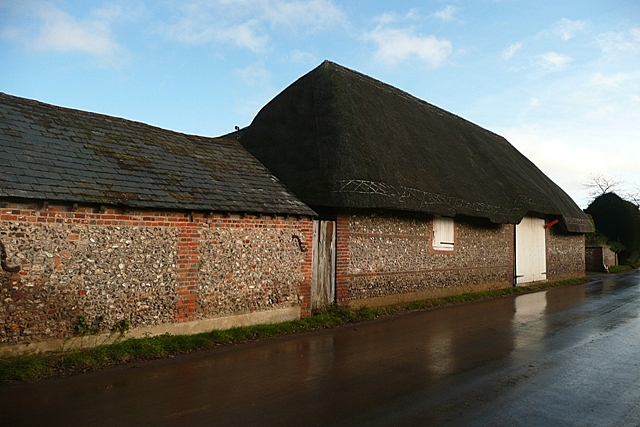
حظيرة من القش
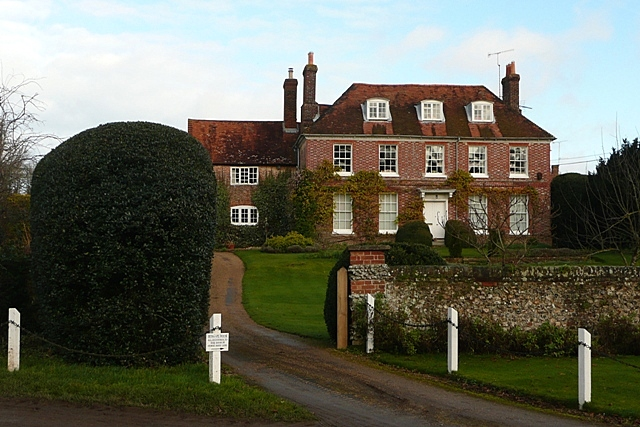
منزل إبثورب
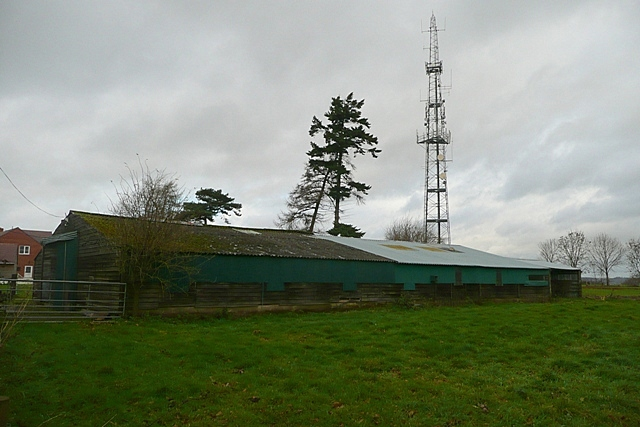
برج راديو إبثورب